# 1980年中華民國監察委員選舉
1980年中華民國監察委員選舉於1980年12月27日舉行，為中華民國第一屆監察院第二次增額監察委員選舉。是次選舉於自由地區舉行，共有32名名額（含10名總統遴選之海外僑選監委）。

## 選務
是次增額監察委員選舉原定於1978年12月27日舉行，選舉則如同上屆增額監察委員選舉一樣，改選臺北市及臺灣省的增額監察委員名額（增額監察委員並非終身職，設六年任期制）。然則，由於該年中華民國與美國斷交，時任總統蔣經國依據《動員戡亂時期臨時條款》第一項規定發佈緊急處分令，叫停增額國民代表、監察委員及立法委員選舉，因此選舉停止辦理。
至1980年，因政治形勢好轉，總統與行政院會議決議，恢復舉辦增額民意代表選舉。同時，由於省轄高雄市在1979年升格為直轄市，因此受惠於選期延遲，在是次選舉中獨立分區選出監察委員。
是次增額監察委員選舉根據《動員戡亂時期自由地區增加中央民意代表名額辦法》第八條規定，增額監察委員的名額如下：
- 臺北市：應選5人，婦女保障名額1人，臺北市議會議員身份當選者以1人為限。
- 高雄市：應選5人，婦女保障名額1人，高雄市議會議員身份當選者以1人為限。
- 臺灣省：應選12人，婦女保障名額1人，臺灣省議會議員身份當選者以2人為限。

至於僑居海外國民選區方面，不設選舉制度，由遴選工作委員會在各區設立遴報小組，在有意參加遴選的海外華僑中選擇出當選者。而中東地區因情況特殊，在當地設置聯絡人直接與遴選工作委員會聯絡，辦理遴選事務。遴選工作於8月1日至10月15日舉行，其後在10月16日至11月30日間審理最終人選，12月1日至7日將名單上呈至總統審閱。
- 第一區：東北亞地區，選出一人
- 第二區：港澳地區，選出一人
- 第三區：亞洲其他地區，選出一人
- 第四區：北美洲地區，選出一人
- 第五區：中南美洲地區，選出一人
- 第六區：歐洲地區，選出一人
- 第七區：非洲地區，選出一人
- 第八區：大洋洲地區，選出一人
- 不分區：選出兩人

## 舉行
是次選舉於1980年12月2日至11日間接受候選人登記，經過選舉委員會審定後，臺灣省29人獲確定參選資格、9人撤回登記或資格無效；臺北市13人獲確定參選資格、5人撤回登記或資格無效；高雄市11人獲確定參選資格、2人撤回登記或資格無效。
選舉於1980年12月27日早上9時至11時，在臺灣省議會、臺北市議會及高雄市議會議場舉行，選舉的選舉人為臺灣省議會、臺北市議會及高雄市議會議員。
至於僑居海外國民選區方面，參與遴選的海外華僑共有75人，當中日本5人；韓國5人；港澳9人；泰國、越南、柬埔寨及老撾2人；菲律賓5人；新加坡、馬來西亞、印度及緬甸4人；印尼1人；中東1人；北美洲19人；中南美洲6人；歐洲8人；非洲7人；大洋洲3人。遴選工作委員會在各地上報人選後，召開全體委員審查會議五次審定人員名單後，在三次全體委員會詳細討論後，於12月1日將最終審定名單上呈至總統審閱。

## 得票統計

### 臺北市
| 候選人   | 政黨       | 得票數   | 得票率  | 當選標記 |         |
| -------- | ---------- | -------- | ------- | -------- | ------- |
| 陳瑞卿   | 中國國民黨 | 11       | 22.45%  |          |         |
| 林純子   | 無黨籍     | 9        | 18.37%  |          |         |
| 許炳南   | 中國國民黨 | 9        | 18.37%  |          |         |
| 傅王遜雪 | 中國國民黨 | 8        | 16.33%  |          |         |
| 趙純孝   | 中國青年黨 | 7        | 14.29%  |          |         |
| 沈宗林   | 中國國民黨 | 5        | 10.20%  |          |         |
| 康萬恭   | 無黨籍     | 0        | 0.00%   |          |         |
| 龔成芳   | 無黨籍     | 0        | 0.00%   |          |         |
| 羅建斌   | 無黨籍     | 0        | 0.00%   |          |         |
| 康義雄   | 無黨籍     | 0        | 0.00%   |          |         |
| 張坤河   | 無黨籍     | 0        | 0.00%   |          |         |
| 劉灼東   | 無黨籍     | 0        | 0.00%   |          |         |
| 林文郎   | 無黨籍     | 0        | 0.00%   |          |         |
| 張乃凡   | 無黨籍     | 0        | 0.00%   |          |         |
| 選舉人數 | 選舉人數   | 選舉人數 | 49      | 49       | 49      |
| 投票數   | 投票數     | 投票數   | 49      | 49       | 49      |
| 有效票   | 有效票     | 有效票   | 49      | 49       | 49      |
| 無效票   | 無效票     | 無效票   | 0       | 0        | 0       |
| 投票率   | 投票率     | 投票率   | 100.00% | 100.00%  | 100.00% |

### 高雄市
| 候選人   | 政黨       | 得票數   | 得票率  | 當選標記 |         |
| -------- | ---------- | -------- | ------- | -------- | ------- |
| 洪俊德   | 中國國民黨 | 14       | 25.93%  |          |         |
| 朱安雄   | 中國國民黨 | 14       | 25.93%  |          |         |
| 施鐘响   | 無黨籍     | 11       | 20.37%  |          |         |
| 李存敬   | 中國國民黨 | 8        | 14.81%  |          |         |
| 林孟貴   | 無黨籍     | 2        | 3.70%   | 婦女     |         |
| 蔡茂盛   | 中國國民黨 | 4        | 7.41%   | 排擠     |         |
| 陳清玉   | 無黨籍     | 1        | 1.85%   |          |         |
| 林進慧   | 無黨籍     | 0        | 0.00%   |          |         |
| 吳朝成   | 無黨籍     | 0        | 0.00%   |          |         |
| 徐鏗     | 無黨籍     | 0        | 0.00%   |          |         |
| 牟瑞庭   | 無黨籍     | 0        | 0.00%   |          |         |
| 選舉人數 | 選舉人數   | 選舉人數 | 54      | 54       | 54      |
| 投票數   | 投票數     | 投票數   | 54      | 54       | 54      |
| 有效票   | 有效票     | 有效票   | 54      | 54       | 54      |
| 無效票   | 無效票     | 無效票   | 0       | 0        | 0       |
| 投票率   | 投票率     | 投票率   | 100.00% | 100.00%  | 100.00% |

### 臺灣省
| 候選人   | 政黨       | 得票數   | 得票率  | 當選標記 |         |
| -------- | ---------- | -------- | ------- | -------- | ------- |
| 林榮三   | 中國國民黨 | 7        | 9.72%   |          |         |
| 李炳盛   | 中國國民黨 | 7        | 9.72%   |          |         |
| 許文政   | 中國國民黨 | 6        | 8.33%   |          |         |
| 謝崑山   | 中國國民黨 | 6        | 8.33%   |          |         |
| 張文獻   | 中國國民黨 | 6        | 8.33%   |          |         |
| 黃尊秋   | 中國國民黨 | 6        | 8.33%   |          |         |
| 陳時英   | 中國國民黨 | 5        | 6.94%   |          |         |
| 黃光平   | 中國國民黨 | 5        | 6.94%   |          |         |
| 周哲宇   | 無黨籍     | 5        | 6.94%   |          |         |
| 林亮雲   | 中國國民黨 | 5        | 6.94%   |          |         |
| 尤清     | 無黨籍     | 5        | 6.94%   |          |         |
| 郭吳合巧 | 中國國民黨 | 3        | 4.17%   | 婦女     |         |
| 翁鈐     | 中國國民黨 | 4        | 5.56%   | 排擠     |         |
| 陳金德   | 無黨籍     | 1        | 1.39%   |          |         |
| 林蔡清美 | 無黨籍     | 1        | 1.39%   |          |         |
| 許家琛   | 無黨籍     | 0        | 0.00%   |          |         |
| 林茂盛   | 無黨籍     | 0        | 0.00%   |          |         |
| 吳文蔚   | 無黨籍     | 0        | 0.00%   |          |         |
| 吳一衛   | 無黨籍     | 0        | 0.00%   |          |         |
| 黃玉嬌   | 無黨籍     | 0        | 0.00%   |          |         |
| 林國正   | 無黨籍     | 0        | 0.00%   |          |         |
| 陸大元   | 無黨籍     | 0        | 0.00%   |          |         |
| 蘇洪月嬌 | 無黨籍     | 0        | 0.00%   |          |         |
| 劉景泰   | 無黨籍     | 0        | 0.00%   |          |         |
| 施瑞麟   | 無黨籍     | 0        | 0.00%   |          |         |
| 邱文雄   | 無黨籍     | 0        | 0.00%   |          |         |
| 施庚印   | 無黨籍     | 0        | 0.00%   |          |         |
| 劉定國   | 無黨籍     | 0        | 0.00%   |          |         |
| 李金     | 無黨籍     | 0        | 0.00%   |          |         |
| 選舉人數 | 選舉人數   | 選舉人數 | 72      | 72       | 72      |
| 投票數   | 投票數     | 投票數   | 72      | 72       | 72      |
| 有效票   | 有效票     | 有效票   | 72      | 72       | 72      |
| 無效票   | 無效票     | 無效票   | 0       | 0        | 0       |
| 投票率   | 投票率     | 投票率   | 100.00% | 100.00%  | 100.00% |

## 僑選監委遴選名單
- 第一區（東北亞地區）：李海天（ 中國國民黨）
- 第二區（港澳地區）：梁瑞英（ 中國國民黨）
- 第三區（亞洲其他地區）：馬經武（無黨籍）
- 第四區（北美洲）：梅培德（無黨籍）
- 第五區（中南美洲）：陳華權（ 中國國民黨）
- 第六區（歐洲）：張大勇（無黨籍）
- 第七區（非洲）：嚴諾（ 中國國民黨）
- 第八區（大洋洲）：曾積（ 中國國民黨）
- 不分區：王爵榮（無黨籍）、張敦華（ 中國民主社會黨）

## 後續
- 由於選民特定，人數又少，向來賄賂公行。一張票的行情從數百萬到千萬元都有。當時黨外省議員周滄淵建議美麗島辯護律師尤清參選，挑戰不可能任務。拜訪邱連輝、余陳月瑛、蔡介雄、傅文政等省議員。投票前一天，余登發交代女兒黃余秀鸞、媳婦余陳月瑛，務必將答應投票的省議員——周滄淵、傅文政、何春木、邱連輝帶去日月潭，租旅館藏身，投票前再帶出來。「不然，半夜國民黨就抓光，買光了」引起邱連輝反對，並說「威脅利誘這一關都過不了，臺灣人怎麼能出頭天？各人回會館睡。」當天晚上，尤清就看到警總的將軍帶著007手提箱到省議會會館拜訪邱連輝，並怒氣沖沖離去，口中念念有詞：「他媽的，不要錢跟不要命的，我從來沒看過。」尤清問邱：「你們吵架嗎？為什麼他說不要錢不要命？」邱連輝說，那將軍烙下狠話威脅他：「你記住，美麗島事件還沒有結案！」最終尤清沒花半毛錢當上監委，以三十八歲之姿與平均八十三歲的老監委當選。[8]:217-218

- 是次選舉為黨外勢力首度有候選人當選監察委員的選舉。當中，當時黨外共有11席省議員，但由於多數人認為只需五票便能當選監察委員，因此出現「跑票」的情況，尤清以僅僅五票的結果驚險地當選。[9]而臺北市選區方面，黨外臺北市市議員林文郎則憑藉政治游說技巧，成功令姐姐林純子獲9票意外當選監委。[10]而資深「黨外議長」，臺灣省議員蔡介雄則自行推出在政界名不見經傳、與黨外毫無淵源的周哲宇參選。[11]高雄市方面，則有林瓊瑤之女林孟貴（黨外身份參政），以婦女保障名額當選。[12]

- 據周哲宇稱，他決定參選監委時尤清態度尚未表態，因此他尋求蔡介雄的支持。蔡介雄質問周哲宇的政治立場，周哲宇說以前他是國民黨，後來雖然他沒宣布脫黨，但早就不參加國民黨的活動了。蔡介雄聽完周的話，就要他發誓當選後決不跟國民黨往來，忠實執行監委職務。在周哲宇發毒誓後，獲蔡介雄支持。後來尤清決定參加監委選舉，當時黨外在國民黨配票下，難以產生二席監委。周哲宇跟蔡介雄表示如果無法讓兩人當選，他自己決定選擇一人就可以了。最後蔡介雄推出她妹蔡清美參選，使國民黨無法以一票就讓國民黨推出的郭吳合巧就以婦女保障名額當選，剩餘的票可分給其他國民黨支持的候選人。而由於國民黨不清楚蔡介雄掌握多少票，只好多配給郭吳合巧票。開票結果，使得周哲宇與尤清雙雙當選監委[13]。

- 是次增額監察委員選舉被指控出現嚴重的賄選情況，當中林榮三曾被多份報章指出其賄選的行徑，[14][15]黨外省議員何春木的兒子何敏誠在受訪時更指出「林姓監察委員候選人」試圖以一千萬元賄賂其父，但被何春木即時回絕。[9]而時任省政記者王伯仁亦指出，競選臺灣省12個增額監委名額的國民黨黨員，一共收集了三億新台幣作為賄款。[16]

### 公告
- 〈公告動員戡亂時期自由地區增額監察委員候選人名單〉，載《總統府公報》第3765號（1980年12月26日，(69)中選二字第2960號）
- 〈公告動員戡亂時期自由地區增額監察委員選舉當選人名單〉，載《總統府公報》第3770號（1981年1月7日，(69)中選二字第3181號）

### 腳註
1. ↑  董翔飛：《中華民國選舉概況（上冊）》（臺北：中央選舉委員會，1984年6月），第四章第四節，P.854
2. ↑  董翔飛，P.866
3. ↑  董翔飛，P.867
4. 1 2  董翔飛，P.884
5. ↑  董翔飛，P.883
6. ↑  董翔飛，P.879-880
7. ↑  董翔飛，P.880-881
8. ↑  胡慧玲著.  初版. 新北市: 衛城出版；遠足發行. 2013年10月. ISBN 978-986-89626-5-1.
9. 1 2  【台灣演義】監察院在台灣 （页面存档备份，存于），民視，2018-01-14
10. ↑  蕭裕珍，〈林純子意外當選監察委員〉，政治家半月刊，1981-03-16
11. ↑  前監委周哲宇何許人也？ （页面存档备份，存于），民報，2018-10-08
12. ↑  追思《自由》創辦人 林孟貴：兄長風範長存 （页面存档备份，存于），自由時報，2016-01-23
13. ↑  周哲宇，〈我印象中的「黨外議長」〉。收於許春風發行，《運河脈動－蔡介雄評傳》。臺南：嘉鴻出版社。1985年10月初版。頁3-4。
14. ↑  時報周刊 林榮三賄選黑金大現形，中時電子報，2012-12-07
15. ↑  林榮三結束黑金一生 （页面存档备份，存于），東方日報，2015-11-30
16. ↑  台灣演義，23:50